# Yūji Rokutan
Yūji Rokutan (jap. 六反 勇治, Rokutan Yūji; * 10. April 1987 in Kirishima, Präfektur Kagoshima) ist ein japanischer Fußballspieler.

## Karriere
Yūji Rokutan erlernte das Fußballspielen in den Jugendmannschaften von Spider Kajiki und Diamant FC Kagoshima sowie in der Schulmannschaft der Kumamoto Kokufu High School. Seinen ersten Profivertrag unterschrieb der Torwart 2006 bei Avispa Fukuoka. Der Verein aus Fukuoka, einer Stadt auf Kyūshū, der südlichsten der japanischen Hauptinseln, spielte in der höchsten japanischen Liga, der J1 League. Ende 2006 musste er mit Avispa in die zweite Liga absteigen. 2010 wurde er mit dem Klub Tabellendritter und stieg in die erste Liga auf. 2012 nahmen ihn die Yokohama F. Marinos unter Vertrag. Für den Erstligisten aus Yokohama stand er bis Ende 2014 zweimal im Tor. 2013 stand er mit den Marinos im Finale des Kaiserpokals. Das Endspiel wurde mit 2:0 gegen Sanfrecce Hiroshima gewonnen. 2015 wechselte er zum Ligakonkurrenten Vegalta Sendai nach Sendai. 45-mal stand er bis Ende 2016 für Sendai im Tor. 2017 wechselte er zum ebenfalls in der ersten Liga spielenden Shimizu S-Pulse. Anfang 2020 wurde er an den Erstligaaufsteiger Yokohama FC nach Yokohama ausgeliehen. Für Yokohama stand er 23-mal im Tor. Nach der Ausleihe wurde er Anfang 2021 von Yokohama fest unter Vertrag genommen. Am Ende der Saison 2021 belegte er mit dem Verein den letzten Tabellenplatz und musste somit in die zweite Liga absteigen. Am Ende der Saison 2022 feierte er mit Yokohama die Vizemeisterschaft der zweiten Liga und den Aufstieg in die erste Liga. Am Ende der Saison 2023 musste er mit Yokohama als Tabellenletzter wieder in die zweite Liga absteigen. Die Saison 2024 wurde er an den Drittligisten FC Ryūkyū verliehen. Für den Verein aus der Präfektur Okinawa bestritt er fünf Ligaspiele. Nach Vertragsende in Yokohama unterschrieb er im Februar 2025 in Fujieda einen Vertrag beim Zweitligisten Fujieda MYFC.

## Erfolge
Yokohama F. Marinos
- Japanischer Pokalsieger: 2013

Yokohama FC
- Japanischer Zweitligavizemeister: 2022  ▲